# Contea di Garfield (Utah)
La contea di Garfield, in inglese Garfield County, è una contea dello Stato dello Utah, negli Stati Uniti. Il capoluogo è Panguitch.

## Geografia fisica
L'area totale della contea è di circa 13,49 km². Il territorio è principalmente arido.
Il fiume Colorado costituisce il confine orientale della contea, dove si trova anche il lago Powell. Il fiume Dirty Devil scorre verso sud a est per poi sfociare nel Colorado. A nord si estendono i monti Henry. A ovest i canyon si trasformano i vallate aride, dopo le quali si trovano diversi monti, altopiani e canyon. Il parco nazionale del Bryce Canyon, creato nel 1928, occupa il sud-ovest della contea. Tra le altre aree nazionali protette troviamo il parco nazionale delle Canyonlands, il parco nazionale di Capitol Reef e la foresta nazionale di Dixie.

### Contee confinanti
- Contea di Wayne - nord-est
- Contea di San Juan - est
- Contea di Kane - sud
- Contea di Iron - ovest
- Contea di Beaver - nord-ovest
- Contea di Piute - nord-ovest

## Storia
Nella contea sono state ritrovate tracce della cultura di Fremont e degli Anasazi. La contea fu creata nel 1882 e fu chiamata così in onore del presidente assassinato James A. Garfield.

## Comuni

### Cities
- Escalante
- Panguitch

### Towns
- Antimony
- Bryce Canyon City
- Boulder
- Cannonville
- Hatch
- Henrieville
- Tropic